# Facultad de Humanidades y Ciencia Sociales de la Universidad de Khon Kaen

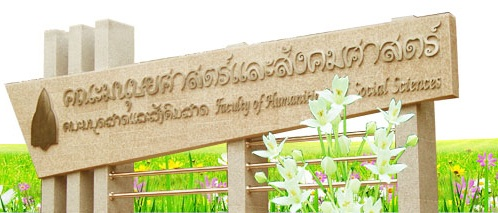
Facultad de Humanidades

## Historia
La Facultad de Humanidades y Ciencia Sociales de la Universidad de Khon Kaen fue fundada el 18 de julio de 1978. 
Antes de ser fundada, en 1964, la facultad de Ciencia ofrecía enseñanza de idiomas extranjeros como el inglés. La enseñanza de las ciencias sociales, por otra parte, se desarrollaba en la facultad de ciencias agrarias.
En 1975, la facultad de ciencias y filología estableció la sección de biblioteconomía.
Después la Universidad de Khon Kaen comenzó un proyecto para establecer la facultad de humanidades y ciencia sociales, porque los profesores que enseñaban en ambas facultades tenían sus clases muy distantes. Además, los profesores en las carreras de humanidades, así como quienes visitaban la universidad, aconsejaban tener ambas facultades y profesores unidos para colaborar científicamente con un resultado mejor.

## Estudios y número de estudiantes
| Las ramas                                                        | Número de estudiantes |
| ---------------------------------------------------------------- | --------------------- |
| Licenciatura                                                     |                       |
| (Idiomas)                                                        |                       |
| Licenciatura en Español                                          | 102                   |
| Licenciatura en Francés                                          | 204                   |
| Licenciatura en Alemán                                           | 135                   |
| Licenciatura en Japonés                                          | 167                   |
| Licenciatura en Tailandés                                        | 179                   |
| Licenciatura en Chino                                            | 149                   |
| Licenciatura en Chino de Negocios                                | 146                   |
| Licenciatura en Inglés                                           | 401                   |
| Licenciatura en Inglés de Negocios                               | 303                   |
| (Ciencias Sociales)                                              |                       |
| Licenciatura en Ciencias Información                             | 147                   |
| Licenciatura en Administración Pública                           | 432                   |
| Licenciatura en Gestión del Desarrollo Social                    | 201                   |
| Licenciatura en Sociología y Antropología                        | 169                   |
| Posgrado                                                         |                       |
| Programa de posgrado en Inglés                                   | 87                    |
| Programa de posgrado en Desarrollo de la Sociología              | 25                    |
| Programa de posgrado en Gestión de la Información                | 50                    |
| Programa de posgrado en Desarrollo Social                        | 26                    |
| Programa de posgrado en Desarrollar la Administración            | 69                    |
| Programa de posgrado en Filosofía                                | 17                    |
| Programa de posgrado en Administración Industrial y Emprendedora | 25                    |
| Doctorado                                                        |                       |
| Programa de doctorado en Sociología                              | 26                    |
| Programa de doctorado en Estudios de la Información              | 59                    |
| Programa de doctorado en Ciencias del Desarrollo                 | 19                    |
| Total                                                            | 3,178                 |

## Actividades

### Festival de huso
Es un festival para los estudiantes de primer año en el que hay muchas actividades lúdicas.

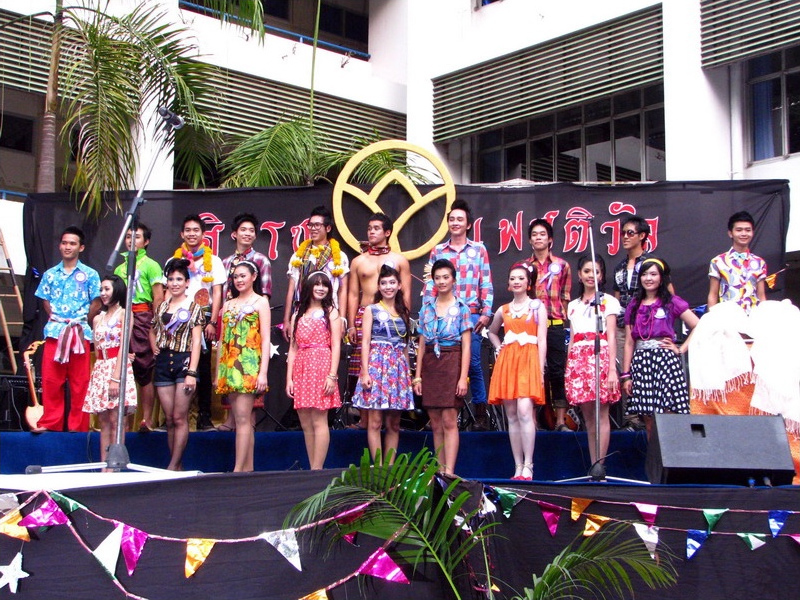
Festival de huso

### Ceremonia de los himnos de facultad
Esta ceremonia es organizada  para que los estudiantes memoricen las canciones necesarias para entrar en los estudios. Son actividades para los alumnos de primer año. A éstos se les exige cantar cinco veces el himno de la facultad para poder considerarse completos estudiantes. Esta ceremonia se organiza en junio.

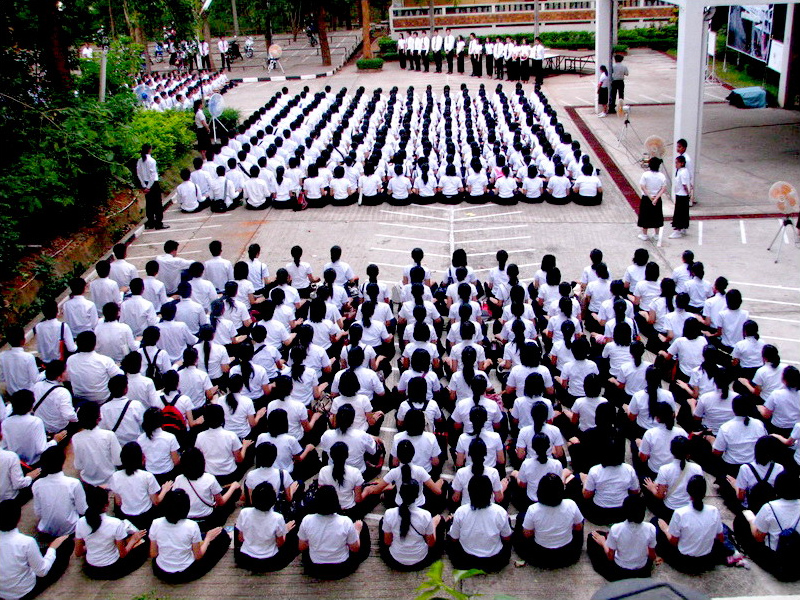
Ceremonia de los himnos de facultad

### Día del profesores
Esta actividad la organizan los estudiantes para dar las gracias a los profesores.  Los estudiantes deben hacer el  Parn Wai Kru (en tailandés: พานไหว้ครู). Es realizada en junio. 

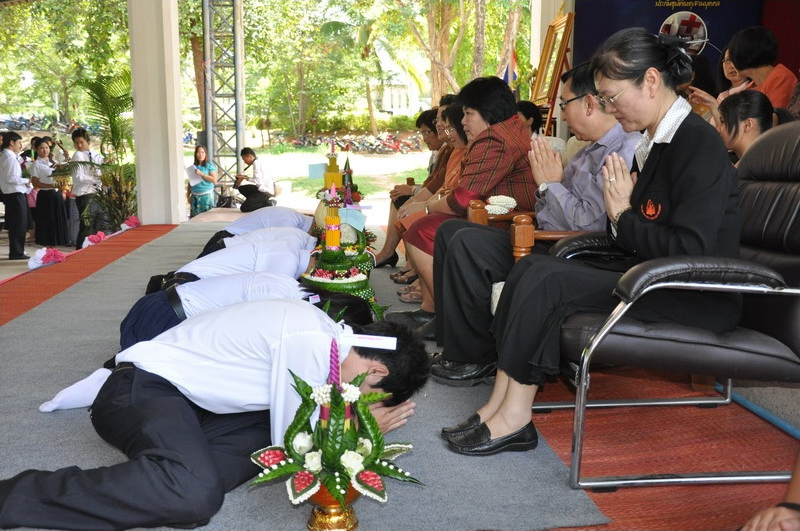
Día de los profesores

### La  Fiesta de comida internacional
Es  realizado en enero. Cada sección de Idiomas ofrece comidas típicas representando la cultura gastronómica del país que estudian. 

### La Fiesta de Hu-So
Es la fiesta de los estudiantes de primer año y los estudiantes de otros años juntos. En la fiesta los estudiantes cenan juntos y ven los espectáculos. Se celebra en el primer semestre.

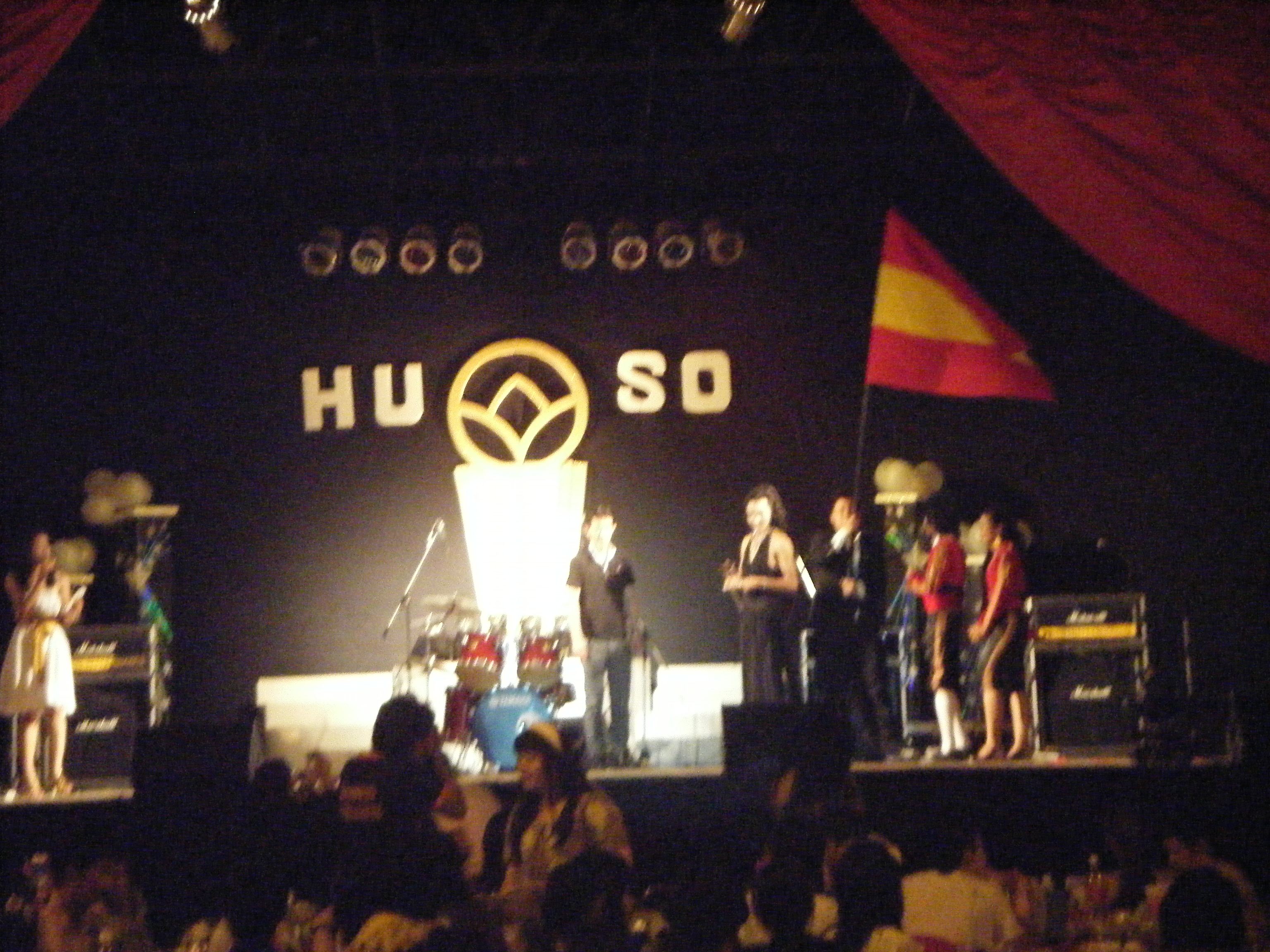
Fiesta de huso

## Otras Informaciones
Lema : Conocimiento, ideal, moral.

Símbolo : Flores  Kasalong 
Se encuentra en el complejo de la Universidad de  Khon Kaen